# اشتراوس ۴۵۵۹
سیارک ۴۵۵۹ (به انگلیسی: 4559 Strauss، نامگذاری:1989AP6) چهار هزار و پانصد و پنجاه و نهمین سیارک کشف شده‌است که در ۱۱ ژانویه ۱۹۸۹ کشف شد.
قدر مطلق سیارک برابر ۱۲٫۳۰ است.